# ويست بوينتي فالي (كاليفورنيا)
ويست بوينتي فالي (بالإنجليزية: West Puente Valley CDP, California)‏ هي منطقة سكنية تقع بولاية كاليفورنيا في الولايات المتحدة. تبلغ مساحتها 4.564 كم2، وترتفع عن سطح البحر 98 م، بلغ عدد سكانها 22,636 نسمة في عام 2010 حسب إحصاء مكتب تعداد الولايات المتحدة وتصل الكثافة السكانية فيها 4,959.7 نسمة لكل كيلومتر مربع (12,845.6/ميل2).

## التركيبة السكانية
حدّد مكتب تعداد الولايات المتحدة بيانات التركيبة السكانية لويست بوينتي فالي في تعداد الولايات المتحدة. في ما يلي، التركيبة السكانية حسب تعدادي 2000 و2010.

### تعداد عام 2000
بلغ عدد سكان ويست بوينتي فالي 22,589 نسمة بحسب تعداد عام 2000، وبلغ عدد الأسر 4,834 أسرة وعدد العائلات 4,347 عائلة مقيمة في المنطقة السكنية. في حين سجلت الكثافة السكانية 4,949.4 نسمة لكل كيلومتر مربع (12,818.9/ميل2). وبلغ عدد الوحدات السكنية 4,914 وحدة بمتوسط كثافة قدره 1,076.7 لكل كيلومتر مربع (2,788.6/ميل2).
وتوزع التركيب العرقي للمنطقة السكنية بنسبة 43.85% من البيض و2.46% من الأمريكيين الأفارقة و1.14% من الأمريكيين الأصليين و7.95% من الأمريكيين ذوي الأصول الآسيوية و0.18% من سكان جزر المحيط الهادئ و40% من الأعراق الأخرى و4.43% من عرقين مختلطين أو أكثر و81.53% من الهسبانيون أو اللاتينيون من أي عرق.
بلغ عدد الأسر 4,834 أسرة كانت نسبة 60.7% منها لديها أطفال تحت سن الثامنة عشر تعيش معهم، وبلغت نسبة الأزواج القاطنين مع بعضهم البعض 67.2% من أصل المجموع الكلي للأسر، ونسبة 15.6% من الأسر كان لديها معيلات من الإناث دون وجود شريك،  بينما كانت نسبة 7.1% من الأسر لديها معيلون من الذكور دون وجود شريكة وكانت نسبة 10.1% من غير العائلات. تألفت نسبة 8% من أصل جميع الأسر من عدة أفراد يعيشون في نفس المنزل ونسبة 5% كانت تتألف من شخص يعيش بمفرده يبلغ من العمر 65 عاماً أو أكثر. وبلغ متوسط حجم الأسرة المعيشية 4.67، أما متوسط حجم العائلات فبلغ 4.75.
بلغ العمر الوسطي للسكان 29.2 عاماً. وكانت نسبة 31.9% من القاطنين تحت سن الثامنة عشر، وكانت نسبة 11.6% بين الثامنة عشر والرابعة والعشرين عاماً، ونسبة 29.2% كانت واقعةً في الفئة العمرية ما بين الخامسة والعشرين والرابعة والأربعين عاماً، ونسبة 18% كانت ما بين الخامسة والأربعين والرابعة والستين، ونسبة 9.2% كانت ضمن فئة الخامسة والستين عاماً فما فوق. يوجد لكل 100 أنثى 98.5 ذكر، ويوجد لكل 100 أنثى في الثامنة عشر من عمرها فما فوق 96.6 ذكر.
بلغ متوسط دخل الأسرة في المنطقة السكنية 49,923 دولارًا، أما متوسط دخل العائلة فبلغ 50,378 دولارًا. وكان متوسط دخل الذكور 30,375 دولارًا مقابل 21,601 دولارًا للإناث. وسجل دخل الفرد الخاص بالمنطقة السكنية 12,806 دولارًا. وكانت نسبة 9.8% من العائلات ونسبة 11.5% من السكان تحت خط الفقر، وكان من هؤلاء نسبة 13% تحت سن الثامنة عشر ونسبة 11.4% في الخامسة والستين من العمر وما فوق.

### تعداد عام 2010
بلغ عدد سكان ويست بوينتي فالي 22,636 نسمة بحسب تعداد عام 2010، وبلغ عدد الأسر 4,788 أسرة وعدد العائلات 4,243 عائلة مقيمة في المنطقة السكنية. في حين سجلت الكثافة السكانية 4,959.7 نسمة لكل كيلومتر مربع (12,845.6/ميل2). وبلغ عدد الوحدات السكنية 4,898 وحدة بمتوسط كثافة قدره 1,073.2 لكل كيلومتر مربع (2,779.6/ميل2).
وتوزع التركيب العرقي للمنطقة السكنية بنسبة 50.29% من البيض و2.08% من الأمريكيين الأفارقة و1.13% من الأمريكيين الأصليين و7.29% من الأمريكيين ذوي الأصول الآسيوية و0.12% من سكان جزر المحيط الهادئ و35.10% من الأعراق الأخرى و3.99% من عرقين مختلطين أو أكثر و85.55% من الهسبانيون أو اللاتينيون من أي عرق.
بلغ عدد الأسر 4,788 أسرة كانت نسبة 55.3% منها لديها أطفال تحت سن الثامنة عشر تعيش معهم، وبلغت نسبة الأزواج القاطنين مع بعضهم البعض 61.2% من أصل المجموع الكلي للأسر، ونسبة 19% من الأسر كان لديها معيلات من الإناث دون وجود شريك،  بينما كانت نسبة 8.4% من الأسر لديها معيلون من الذكور دون وجود شريكة وكانت نسبة 11.4% من غير العائلات. تألفت نسبة 8.9% من أصل جميع الأسر من عدة أفراد يعيشون في نفس المنزل ونسبة 5.8% كانت تتألف من شخص يعيش بمفرده يبلغ من العمر 65 عاماً أو أكثر. وبلغ متوسط حجم الأسرة المعيشية 4.71، أما متوسط حجم العائلات فبلغ 4.73.
بلغ العمر الوسطي للسكان 32.6 عاماً. وكانت نسبة 27.9% من القاطنين تحت سن الثامنة عشر، وكانت نسبة 11.7% بين الثامنة عشر والرابعة والعشرين عاماً، ونسبة 27.2% كانت واقعةً في الفئة العمرية ما بين الخامسة والعشرين والرابعة والأربعين عاماً، ونسبة 22.2% كانت ما بين الخامسة والأربعين والرابعة والستين، ونسبة 11% كانت ضمن فئة الخامسة والستين عاماً فما فوق. وتوزع التركيب الجنسي للسكان بنسبة 49.2% ذكور و50.8% إناث.